# Crambus monostictus
Crambus monostictus là một loài bướm đêm trong họ Crambidae.